# Космос-2305
Космос-2305 је један од преко 2400 совјетских вјештачких сателита лансираних у оквиру програма Космос.
Космос-2305 је лансиран са космодрома Тјуратам, Бајконур, Казахстан, 29. децембра 1994. Ракета-носач Сојуз је поставила сателит у орбиту око планете Земље. Маса сателита при лансирању је износила 6600 килограма. Космос-2305 је био осматрачки сателит.